# Hilton (Shropshire)
Hilton – wieś w Anglii, w hrabstwie Shropshire. Leży 34 km na południowy wschód od miasta Shrewsbury i 191 km na północny zachód od Londynu.